# محمد پیرهادی
محمد پیرهادی (۷ دی ۱۳۴۴ - تهران) تهیه‌کننده فیلم اهل ایران است.

## فیلم‌شناسی

### سینما
- مهران (۱۳۹۸)
- روباه (۱۳۹۳)
- گزارش یک جشن (۱۳۸۹)
- دعوت (۱۳۸۷)
- به نام پدر (مجری طرح) (۱۳۸۴)

### تلویزیون
- حلقه سبز (۱۳۸۶)